# オザワミツグ
オザワ ミツグ（1992年7月14日 - ）は、日本の俳優。血液型は0型。北海道出身。「オザワミツグ演劇」主宰。2018年10月まで劇団居酒屋ベースボールに所属していた。日本芸術専門学校演劇学科卒業。

## 来歴
えのもとぐりむ主宰の劇団居酒屋ベースボールに所属、舞台経験を積む。
2018年、自身で脚本・演出・出演を務める「オザワミツグ演劇」を旗揚げした。

## 出演

### テレビドラマ
- シャーロック 第4話（フジテレビ、2019年）
- 痛快TV スカッとジャパン（フジテレビ、2019年）
- 探偵が早すぎる 第3話（讀賣テレビ・日本テレビ、2018年）
- ラブホの上野さん 第12話（フジテレビ、2017年）- 小山役
- おとり捜査官20（テレビ朝日、2016年）- 電報の配達員役
- 失恋ショコラティエ（フジテレビ、2014年）
- 花ざかりの君たちへ〜イケメン☆パラダイス（フジテレビ、2011年）

### 映画
- 「HiGH&LOW THE WORST」久保茂昭監督（2019年）
- 「厄愛に溺れて」都楳勝監督　自主映画（2017年）
- 「ハートボイルド」尾野峻昌監督　自主映画（2017年）
- 東京ビジュアルアーツ「恋罪」葛西純監督　自主映画（2017年）
- 暗殺教室 卒業編（2016年、東宝）
- 暗殺教室（2015年、東宝） - 菅谷創介役

### 舞台
- 劇団居酒屋ベースボール公演
  - MJP「ウリボーの厨房」（2016年）
  - 「えのもとぐりむのやわらかいパン」（2016年）
  - 「人の類、十二の亜種」（2016年）
  - 「ブリキの茶袱台」（2015年）
  - 「ソウサイノチチル」（2015年）
  - 「雨ウツ音ナチツツ９日々」（2015年）
  - 「インターホン」（2015年）
  - 「ゆさゆさ」（2015年）
  - 「僕が産んじゃいけませんか？」（2015年）
  - 「」[2015年）
  - 「黒い羊の仮説」（2015年）
  - 「クジラの歌」（2014年）
  - 「狐雨の花嫁」（2014年）
  - 「Heal your shoes」（2014年）
- オザワミツグ演劇（作、演出、出演）
  - 第3回お披露目「どうも、セックスよこんにちは」(2019年)
  - 第2回お披露目「わたし、不合格」(2018年)
  - 第1回お披露目「人を殺して生きている」(2018年)
- 外部公演
  - 舞台劇「からくりサーカス」（2019年）
  - 野生児童「春暁－しゅんぎょう－」（2018年）
  - 「狼少年タチバナ」（2017年）
  - 野生児童「純惑ノ詩－じゅんわくのうた－」（2017年）
  - ピンク・リバティ Vol.3「人魚の足」（2017年）
  - 「クワトロリブレット　〜四人の演出家による四つの演目〜」（2017年）
  - 「Heal your shoes」（2017年）
  - 「コウの花嫁」（2016年）
  - 「Angry12～怒れる12人の男女～」（2016年）